# 友達はいいな
『友達はいいな』は、1962年11月1日に公開されたトムとジェリーのアニメーション短編映画。
ジーン・ダイッチが監督し、チェコスロバキアのウィリアム・L・スナイダーがプロデュースした、シリーズの12番目の作品。
原題である“Buddies Thicker Than Water”は、Blood is thicker than water（血は水よりも濃いの意）という言葉の駄洒落。トムとジェリーの声をダイッチが担当している数少ない作品。

## あらすじ
ニューヨーク市の雪の降る夜、ジェリーはペントハウスの中で快適に眠っていた。一方、トムは飼い主に追い出された後、下の路地で凍りついていた。彼は助けを求めるメモを書き、それをボトルに入れ、ペントハウスの窓に向かって投げた。騒音に目覚めたジェリーはバルコニーに出て、メモを見つけた。いつもはけんかばかりだが、彼は急いで外に出て、エレベーターで1階に降り、凍ったトムを救出した。それからジェリーはトムを高層階に連れて行き、電気ウォーマーで彼を解凍した後、ジェリーは彼に脱水食品からの温かい食事を提供した。
トムとジェリーはペントハウスの周りでくつろぎ、音楽を聴き、所有者の酒棚でシャンパンを飲んでいた。トムとジェリーは笑い合っていた。しかし、トムの所有者が戻ってきて、酩酊状態の2人を驚かせた。ジェリーは、女性がトムをつかんで再び投げ出す準備をしているときに、壁の穴に飛び込んだ。トムはジェリーをつかんで飼い主に見せ、パニックに陥らせた。トムは飼い主にネズミを取り除くことを約束し、外に出てジェリーをバルコニーから路地に投げ込んだ。中では、トムは飼い主に撫でられて甘やかされていた。外では、ジェリーはトムの裏切りに怒り、復讐を望んでいた。
家に入ると、ジェリーはトムを通り過ぎて女性の化粧台に行き、そこで彼はゴーストマウスのように彼の体にフェイスパウダーを塗った。ジェリーの計画は、追い出された彼が凍死し、怨霊となって戻ってきたように見せかけることだった。不気味な音楽のレコードを入れて（トムに不気味な音楽の再生中にレコードプレーヤーがオンになっていると思わせるため）、ジェリーは電気を消して、（トムに電気が勝手に消えたと思わせるため）、怖がっているトムを追いかけ回し、彼は家の中を逃げ回った。臆病なトムは、ソファーの下の枕に隠れて、シャンパンキャビネットに隠れようとするが、ジェリーは天井からひもを介してキャビネットの中に侵入した。トムはキャビネットの中で暴れて、ジェリーはトムを部屋の外まで追い詰めるが、ジェリーが雪の中を進むと、粉の一部が洗い流された。トムは怒ってジェリーを殺す準備をしていたが、誤って建物の下の通りに落ちてしまった。トムは必死にジェリーに別のメモを送り、再び助けを求めるが、怒ったジェリーはメモで紙飛行機を折ってトムに向かって投げ、次にアイススケートとアイスホッケーのスティックを彼に投げつけた。その後ジェリーは壁の穴に戻り、眠りについたのであった。

## 登場キャラクター
トム
飼い主に吹雪で荒れ模様となっている外へ追い出され、ジェリーへ助けを求める手紙を書いて空き瓶に入れたのち・家の玄関へ投げ込む。家の中へ入るとお化けに変装したジェリーに驚き逃げ回るが、やがてジェリーが外へ出た時にその正体を見破る。その後ジェリーへ仕返ししようとするも、雪の積もった屋根から滑落。再度ジェリーへ助けを求める手紙を書いて玄関へ投げ込むも、ジェリーに無視されてしまった。
ジェリー
トムが家の外へ追い出されたのを見て羽を伸ばし、やがてお化けに変装してトムを脅かす。だが外へ出ると自身の正体がばれてしまったためトムに捕まりそうになるが、トムが助けを求める手紙を玄関へ投げ込んでも最後は無視した。
飼い主
ジェリーを捕まえられなかったトムを外へ追い出した。

## 備考
トムとジェリーがシャンパンを飲んでいるシーンは、英国と中東ではカットされている。